# Panomètre de Dresde
Le Panomètre de Dresde ou simplement Panomètre, est un ancien gazomètre situé dans la ville du même nom en Allemagne, reconverti en galerie d'exposition. Le terme de « panomètre » est un mot-valise commercial formé à partir de panorama et gazomètre.

## Art
À l'intérieur sont exposés des agrandissements panoramiques de l'artiste autrichien Yadegar Asisi.

## Structure
La structure a été construite entre 1879 et 1880. Le bâtiment a une hauteur de 39 mètres et un diamètre de 54 mètres, .